# 12722 Petrarca
12722 Petrarca (1991 PT1) là một tiểu hành tinh vành đai chính được phát hiện ngày 10 tháng 8 năm 1991 bởi E. W. Elst ở Đài thiên văn Nam Âu.